# ئی‌ای برایت لایت
ئی‌ای برایت لایت (انگلیسی: EA Bright Light) شرکت بازی ویدئویی بریتانیایی است، که در سال ۱۹۹۵ تأسیس شد.